# Olesja Romasenko
Olesja Viktorovna Romasenko ((in russo Олеся Викторовна Ромасенко?, traslitterato anche come Olesya Romasenko o Olesia Romasenko); Krasnodar, 12 gennaio 1990) è una canoista russa.

## Biografia
Olesja Romasenko è nata il 12 gennaio 1990 a Krasnodar. Ha iniziato tardi a praticare la canoa : da ragazza ha studiato all'Istituto Agrario e Tecnologico Armavil, dove si è diplomata come contabile, e in seguito si è iscritta alla facoltà di pedagogia dell'Università statale del Kuban'. Mentre studiava ha lavorato par time come cassiera e ha provato a praticare vari sport, tra cui basket, rugby, football americano e corsa campestre.
Durante il secondo anno all'università una compagna di studi l'ha spinta a provare la canoa. Romasenko ha iniziato ad allenarsi con la pagaia per migliorare la propria forza e resistenza per gli altri sport, ma si è appassionata a tale disciplina e ha deciso di concentrarsi su di essa. Dopo la laurea nel 2013 si è dedicata a tempo pieno alla canoa ed è entrata a fare parte della squadra nazionale russa, e a luglio 2014 ha vinto la medaglia di bronzo ai Campionati europei di canoa/kayak sprint 2014 nella specialità C2 500 insieme alla compagna di squadra Natal'ja Marasanova. Un mese più tardi ha ottenuto lo stesso risultato ai Campionati mondiali che si sono svolti a Mosca.
Nel 2015 ha vinto la medaglia d'argento nella C2 500 ai Campionati mondiali di Milano, in coppia con Maria Kazakova, mentre nel 2016 ai Campionati europei di Mosca ha vinto sia la medaglia d'argento nella C2 500 in coppia con Irina Andreeva, sia la medaglia d'oro nel singolo nella specialità C1 200.
Ai mondiali del 2017 ha confermato l'argento nella C2 500 con Irina Andreeva, e ha vinto l'argento nel singolo C1 200, mentre ai campionati europei si è classificata prima nel C1 200 e terza con Irina Andreeva nel C2 500.
Ai campionati europei del 2018 ha conquistato ben tre medaglie: oro nel singolo C1 200 e bronzo nella C2 200 e C2 500, sempre in squadra con Irina Andreeva, mentre ai campionati mondiali ha vinto la medaglia d'argento nella C1 200.
Nel 2019 ai Giochi europei di Minsk ha conquistato la medaglia di bronzo nella C2 500 in coppia con Kseniia Kurach, mentre ai campionati mondiali ha vinto la medaglia d'argento nella C1 200.
A luglio 2021 ha fatto parte della delegazione del Comitato olimpico russo alle Olimpiadi di Tokyo, partecipando alla gara della C1 200, dove è arrivata settima, e alla C2 500 in coppia con Irina Andreeva, concludendo la gara all'ottavo posto.
Ad agosto 2024 ha fatto parte degli Atleti Individuali Neutrali ai Giochi olimpici di Parigi, durante i quali ha gareggiato nelle specialità C1 200, fermandosi ai quarti di finale.

## Palmarès
- Campionati mondiali di canoa/kayak velocità

Mosca 2014: bronzo nella C2 500
Milano 2015: argento nella C2 500
Račice 2017: argento nella C1 200, argento nella C2 500
Montemor-o-Velho 2018: argento nella C1 200
Seghedino 2019: argento nella C1 200
- Campionati europei di canoa/kayak sprint

Brandeburgo sulla Havel 2014: bronzo nella C2 500
Mosca 2016: oro nella C1 200, argento nella C2 500
Plovdiv 2017: oro nella C1 200, bronzo nella C2 500
Belgrado 2018: oro nella C1 200, bronzo della C2 200, bronzo nella C2 500
- Giochi europei

Minsk 2019: argento nella C2 500